# لامار شابمان
لامار شابمان (بالإنجليزية: Lamar Chapman)‏ هو لاعب كرة قدم أمريكية ولاعب كرة القدم الكندية أمريكي، ولد في 6 نوفمبر 1976 في ليبرال في الولايات المتحدة.

## وصلات خارجية
- لامار شابمان على موقع مرجع كرة القدم المحترفة.كوم (الإنجليزية)
- لامار شابمان على موقع JustSportsStats.com (الإنجليزية)
- لامار شابمان على موقع كلية كرة القدم في سبورتس رفرنس.كوم (الإنجليزية)